# Ricardo Rodrigues (político)
Ricardo Manuel de Amaral Rodrigues (Açores, 1 de junho de 1958) natural de Ponta Garça, concelho de Vila Franca do Campo, licenciado na Faculdade de Direito da Universidade de Lisboa. Em 2013 foi eleito Presidente da Câmara Municipal de Vila Franca do Campo, e reeleito em 2017.
Em 1983, estabeleceu escritório de advogado em Vila Franca do Campo. Desempenhou o cargo de Diretor da Escola Preparatória de Vila Franca do Campo durante 2 anos, antes de estabelecer novo escritório em Ponta Delgada. É advogado durante 16 anos, num período em que desempenha relevantes atividades de interesse público: participa em organizações ambientalistas como a SOS Lagoas e como consultor jurídico em organizações ligadas à Lavoura e Pesca. Em 2000, suspende a sua atividade como advogado para se dedicar à política. 

## Cargos que desempenhou
Presidente da Câmara Municipal da Câmara Municipal de Vila Franca do Campo (2013-2025).
Presidente do Conselho de Administração da empresa municipal Atlântico Vila, S.A.
Presidente do Conselho de Administração da empresa municipal Gesquelhas, S.A.
Presidente do Conselho de Administração da Associação de Municípios da Ilha de São Miguel.
Presidente do Conselho de Administração da MUSAMI, Operações Municipais de Ambiente, EIM.
Provedor da Santa Casa da Misericórdia de Vila Franca do Campo.
Vogal do Conselho Superior dos Tribunais Administrativos e Fiscais. 

## Cargos políticos que desempenhou
2000 a 2001 – Secretário Regional do Ambiente no VII Governo Regional dos Açores.
2001 a 2003 – Secretário Regional da Agricultura e Pescas no VIII Governo Regional dos Açores.
2005 a 2013 – Deputado à Assembleia da República eleito pelo círculo eleitoral dos Açores.
Envolveu-se em polémica quando, em 30 de abril de 2010, durante uma entrevista para a revista Sábado, se apropriou de dois gravadores e abandonou a entrevista. A entrevista estava no entanto a ser também filmada tendo a revista disponibilizado o video dos acontecimentos no seu site da Internet. Em 26 de junho de 2012 foi condenado a uma pena de multa de 4.950 euros pelo crime de atentado à liberdade de imprensa e um crime de atentado à liberdade de informação.
Em 27 de Junho de 2012, o deputado socialista pediu a suspensão das suas funções de vice-presidente da direção do Grupo Parlamentar do PS até ao transito em julgado do processo que o opõe a jornalistas da revista ‘Sábado’.
Ricardo Rodrigues também renunciou às suas funções de representação da Assembleia da República no Conselho Geral do Centro de Estudos Judiciários e ao lugar de suplente no Conselho Superior de Informações.
Foi candidato, pelo PS, à Presidência da Câmara Municipal de Vila Franca do Campo nas eleições autárquicas de 2013, tendo sido eleito com maioria absoluta (49,27% dos votos).

## O furto dos gravadores aos jornalistas da revista "Sábado"
Em 2010, Ricardo Rodrigues estava a ser entrevistado na Assembleia da República pelos jornalistas da revista Sábado, Fernando Esteves e Maria Espada, quando subitamente interrompeu a entrevista, apropriando-se dos dois gravadores que estavam em cima da mesa a gravar a entrevista. Contudo, o vice-presidente do Grupo Parlamentar do Partido Socialista parece ter-se esquecido de que, além dos dois gravadores, também estava a ser filmado por uma câmara de vídeo que o captou a meter os gravadores no bolso. Em 2012, por ação interposta pelos jornalistas, Ricardo Rodrigues foi condenado ao pagamento de uma multa no valor total de 4.950 euros pelo crime de atentado à liberdade de imprensa e de informação.

## Processo judicial
Em 16 de outubro de 2018, a Polícia Judiciária dos Açores realizou buscas na Câmara Municipal de Vila Franca do Campo e nas habitações de Ricardo Rodrigues e do irmão Luís Rodrigues para esclarecer suspeitas de favorecimento,  após uma denúncia do PSD. Na sequência destas buscas, Ricardo Rodrigues, presidente da Câmara e ex-vice-presidente do Grupo Parlamentar do PS, foi constituído arguido pelos crimes de abuso de poder e de participação económica em negócio. Ricardo Rodrigues é suspeito de ter favorecido a Associação dos Amigos de Vila Franca do Campo, fundada por Luís Rodrigues, seu irmão, e por Orlando Guimarães, marido da vereadora socialista Nélia Guimarães. Esta associação foi fundada menos de 2 meses antes da abertura do concurso público para concessão de um restaurante construído com dinheiro público da autarquia.  Em agosto de 2022, foi acusado pelo Ministério Público dos crimes de prevaricação e abuso de poder. Recusou no entanto, suspender o mandato de presidente da Câmara Municipal de Vila Franca do Campo ou renunciar ao cargo, dizendo-se de consciência tranquila e recusando assumir quaisquer responsabilidades antes do julgamento.
Já em 2000 Ricardo Rodrigues tinha sido arguido num processo sobre crimes de associação criminosa, infidelidade, burla qualificada e falsificação de documentos que lesou em centenas de milhar de contos a agência da Caixa Geral de Depósitos em Vila Franca do Campo.